# Pero (métro de Milan)
Pour les articles homonymes, voir Pero (homonymie).
Pero est une station de la ligne 1 du métro de Milan, située via Olona.